# Kustslamfluga
Kustslamfluga (Eristalis abusiva) är en tvåvingeart som beskrevs av Collin 1931. Kustslamfluga ingår i släktet slamflugor, och familjen blomflugor. Arten är reproducerande i Sverige.

## Bildgalleri

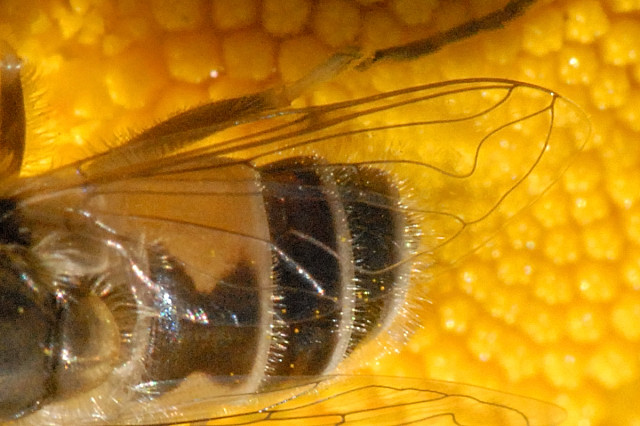